# Desokupa
Conciencia y Respeto 1970 S. L., anteriormente denominada Coexistance and Respect S. L. y disuelta por problemas de embargos, más conocida como Desokupa, es una PYME española fundada en 2016 que se dedica a intervenir en conflictos relacionados con el uso de inmuebles, principalmente en casos de ocupación sin consentimiento del propietario. Su actividad consiste en facilitar la recuperación del inmueble por parte de sus propietarios, generalmente mediante actuaciones que combinan labores de mediación con el control del acceso a la vivienda una vez desocupada.
Desokupa se centra en controlar el acceso a las propiedades que, consideran, han sido ocupadas ilegalmente, con el objetivo de evitar que los ocupantes puedan volver a entrar al edificio una vez que salen de él. Según la Policía Nacional, este control de acceso no es ilegal. No obstante, aunque el equipo legal de Desokupa afirma que las acciones de la empresa cumplen con la ley, hay aspectos en el Código Penal, como los relacionados con coacciones contra la libertad y la integridad moral, que se podrían aplicar en situaciones específicas.

## Método de operación
Desokupa sigue una estrategia organizada en varias etapas para abordar los lanzamientos. En primer lugar, verifica la propiedad y la situación de lanzamiento antes de tomar medidas, y buscan resolver la situación a través de negociaciones pacíficas con los ocupantes ilegales, tratando de llegar a un acuerdo mutuo de desocupación. Si esta negociación no tiene éxito, entonces proceden a establecer un control de acceso en la propiedad mediante un contrato con el propietario, lo que implica la vigilancia de las entradas y salidas las 24 horas del día. Desokupa utiliza una táctica de disuasión psicológica a través de su personal, que tiene una apariencia intimidante pero sin recurrir a la violencia física. En situaciones particularmente tensas, en lugar de emplear la fuerza física, solicitan la intervención policial.

## Polémica
Desokupa ha estado en el centro de numerosas polémicas y debates públicos. Se le ha asociado con el neonazismo debido a que algunos de sus miembros mantienen vínculos con movimientos que promueven esta ideología. Además, se ha informado sobre estrechos vínculos de Desokupa con paramilitares de Europa del Este de inspiración Chetnik que han competido en combate. A pesar de estas acusaciones, no se han presentado cargos personales directos contra ellos.
En un caso particular que ocurrió el 3 de septiembre de 2021, Daniel Esteve, fundador de Desokupa, fue acusado de liderar una campaña contra una joven marroquí y difundir información engañosa al afirmar que había desalojado a una anciana de 89 años de su vivienda. Sin embargo, la realidad detrás de este incidente reveló que la anciana había subarrendado ilegalmente su piso a la joven marroquí y había incumplido el contrato de arrendamiento, lo que generó amenazas de desalojo.
En octubre de 2022 Desokupa anunció un nuevo modelo de negocio, ofreciendo asesoramiento a ayuntamientos en materia de desalojos. Este servicio implicaba una tarifa de 3 000 euros al año por cada ayuntamiento asesorado.
La empresa ha hecho frente a diversas denuncias por amenazas, intimidaciones y lesiones, pero solo ha sido condenada una vez, en julio de 2023, por vulneración de derechos de imagen. Adicionalmente, en mayo, el ayuntamiento de Barcelona presentó una denuncia contra Desokupa por "crímenes de odio", identificando himnos nazis y saludos fascistas en una manifestación.
Ione Belarra, presidenta de Podemos y ministra de Derechos Sociales, expresó su deseo de reformar el código penal para prohibir organizaciones como Desokupa, las cuales considera un grave problema para la democracia.
En 2022 Desokupa reportó ingresos de más de 880.000 euros, y Daniel Esteve, su propietario, gana un salario anual de 180.000 euros.
Ese mismo año el partido de ultraderecha Vox en Alcorcón prometía contratar a la PYME para realizar posibles desalojos de viviendas en caso de gobernar. Dos años después, en abril de 2024, el propio partido político intentó dar una charla en un espacio público sobre inseguridad impartida por Daniel Esteve, pero le fue prohibida porque "desprecian la ley y usan la violencia como herramienta para lucrarse".
En julio de 2023 Desokupa fue condenada a pagar una multa de 5 899 euros por vulnerar el derecho a la imagen de un afectado al que grabaron para sus videos de las redes sociales.

## Activismo político
Desokupa ha adquirido notoriedad y se ha convertido en objeto de controversia mediática. Su fundador, Daniel Esteve, se ha visto envuelto en discusiones en redes sociales y ha sido crítico con medios de comunicación, figuras políticas, partidos de izquierda, okupas e inmigrantes. De hecho ya fue detenido, acusado de extorsión, detención ilegal, lesiones, vejaciones y asociación ilícita cuando regentaba morososbcn.com. También fue detenido en abril de 2017 en Madrid junto a dos dominicanos por forcejear con una mujer en un intento de desalojo.
Durante la campaña electoral de las elecciones municipales de 2023 de Barcelona, Desokupa participó en protestas contra casas ocupadas ilegalmente y convocó manifestaciones contra las políticas de su alcaldesa, Ada Colau.
Durante la campaña electoral de las elecciones generales de 2023, Desokupa exhibió una lona de grandes dimensiones en el número 35 de la calle Atocha de Madrid con imágenes de Pedro Sánchez y Daniel Esteve, junto al lema "Tú a Marruecos, Desokupa ¡a la Moncloa!". La lona que fue financiada por Xaime da Pena, un abogado que luego se haría pasar por agricultor en las tractoradas del 6 de febrero, mostraba a Pedro Sánchez junto a la bandera de Marruecos. Además, se incluyó otro mensaje que decía: "En 8 años, hemos recuperado las casas de 7.600 familias o condenas, os echaremos de menos a todes". En la parte inferior de la lona, aparecían imágenes de líderes políticos de partidos como Podemos y ERC. De acuerdo con la decisión de la Junta Electoral de Madrid, la colocación de la lona estuvo amparada por el derecho a la libertad de expresión, y, durante algunas horas, sufrió el boicot de activistas antidesahucios.
Daniel Esteve también ha participado en las protestas contra la amnistía de 2023, trabajó como escolta del exconvicto presunto comisionista Víctor de Aldama. Fuera de la política, se ha dedicado a acosar y amenazar con agredir a Lalachus, tras su presentación de las campanadas en RTVE, y a Irene Montero. En marzo de 2025 se le abrió diligencias por delitos de odio por amenazas a migrantes.
El 11 de agosto de 2025, La Fiscalía de Cartagena abrió diligencias de investigación por posibles delitos de odio sobre los Sucesos de Torre-Pacheco.